# Monotropastrum humile
Monotropastrum humile är en ljungväxtart som först beskrevs av David Don, och fick sitt nu gällande namn av Hiroshi Hara. Monotropastrum humile ingår i släktet Monotropastrum och familjen ljungväxter. Inga underarter finns listade i Catalogue of Life.

## Bildgalleri

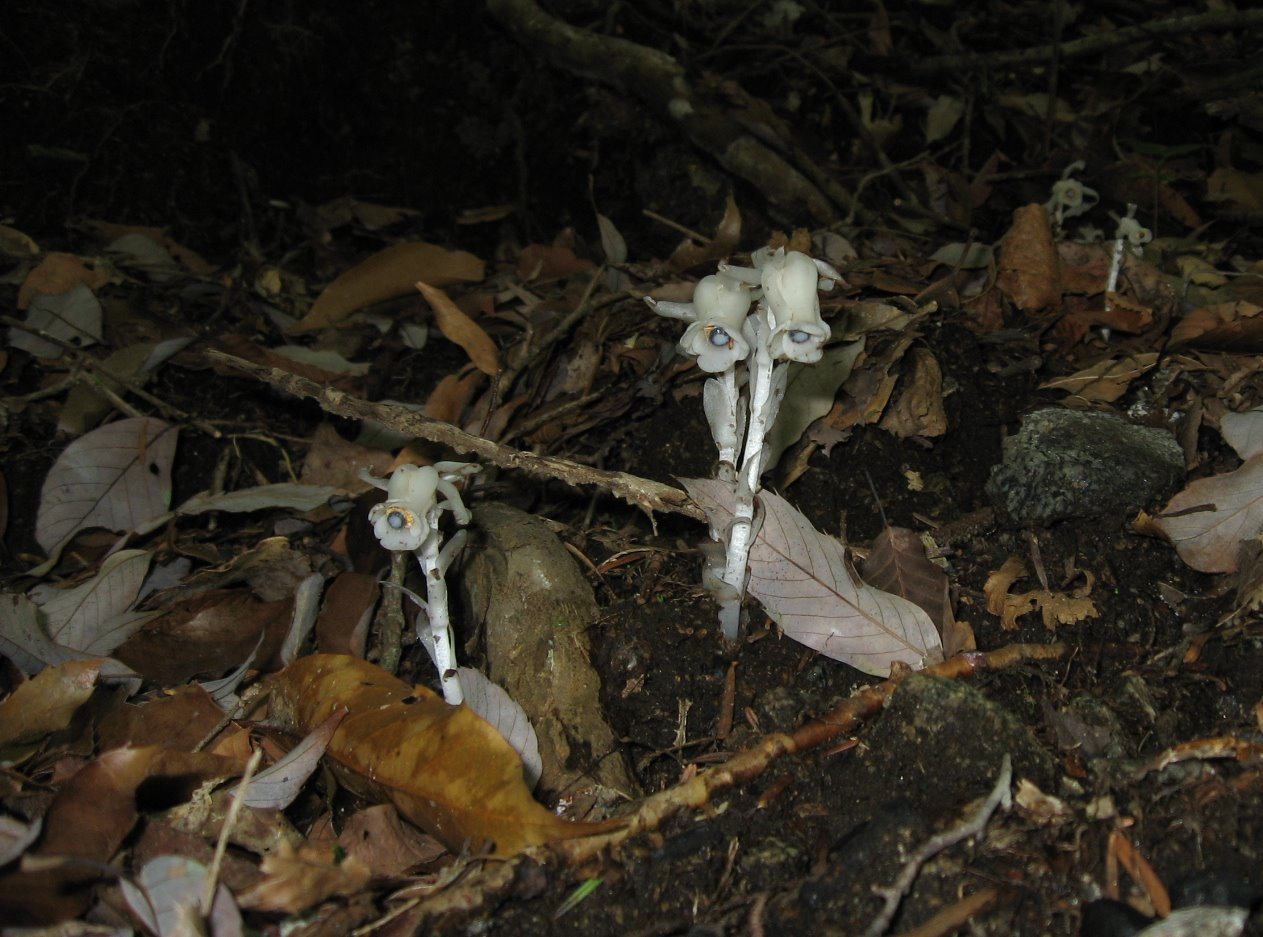
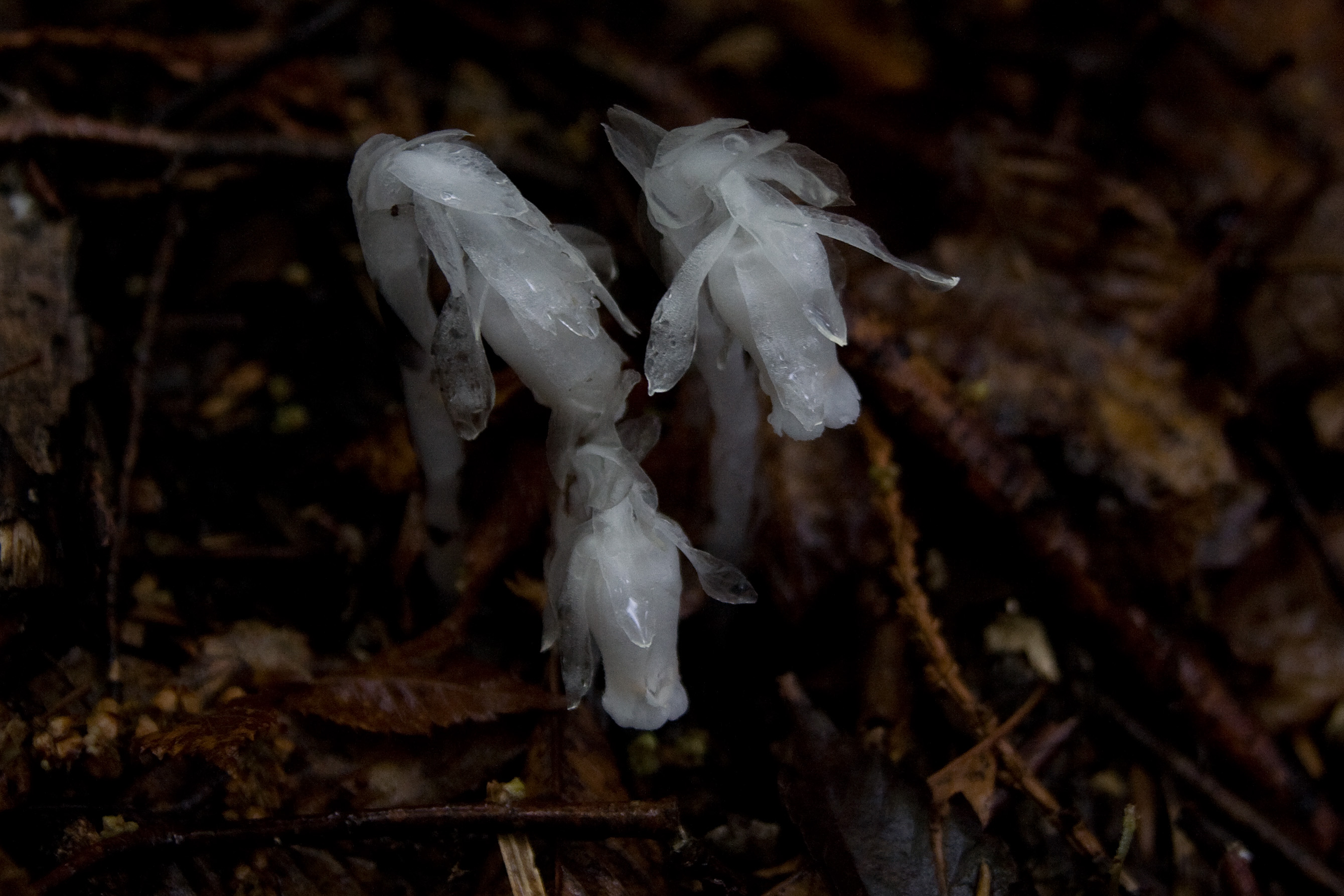
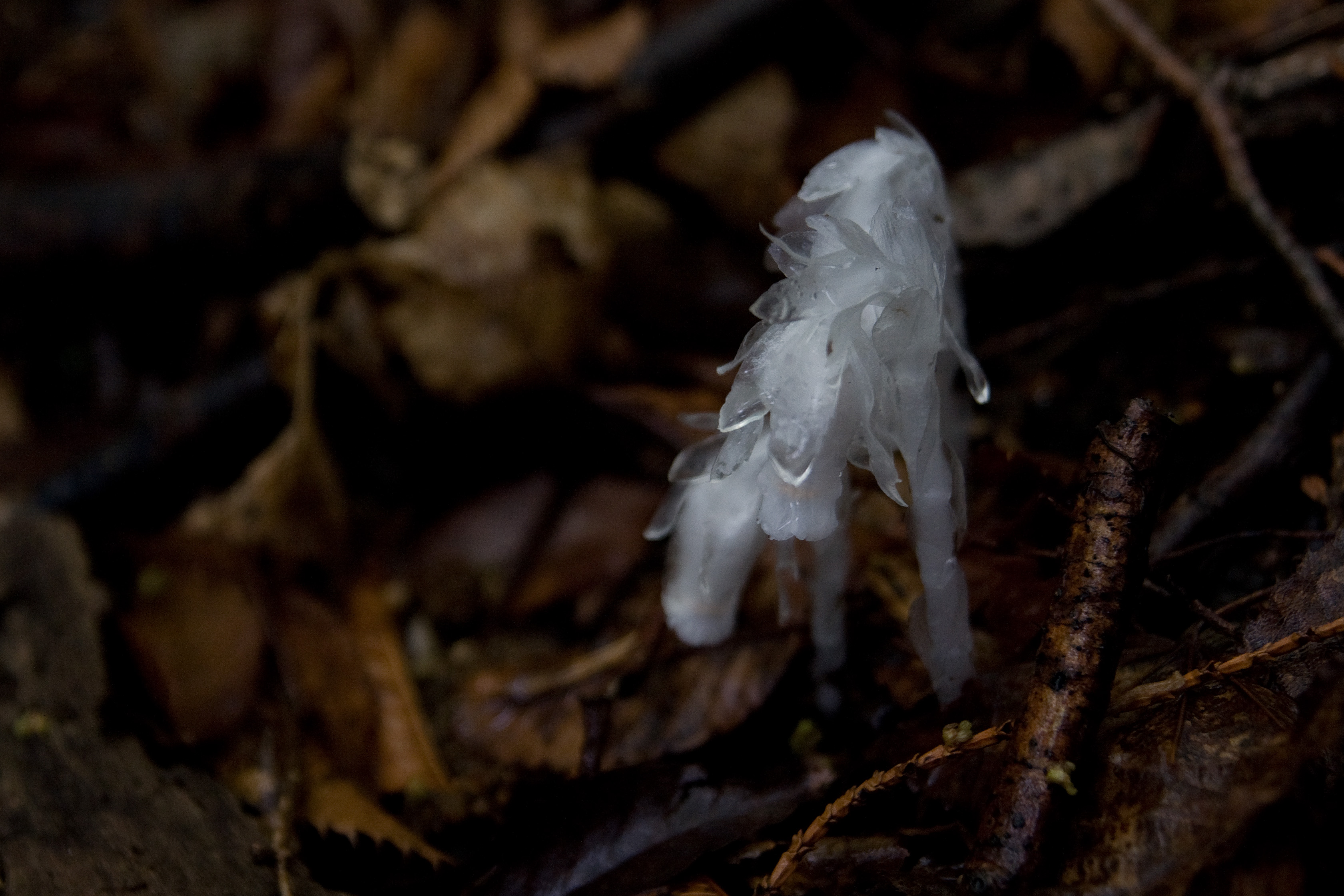
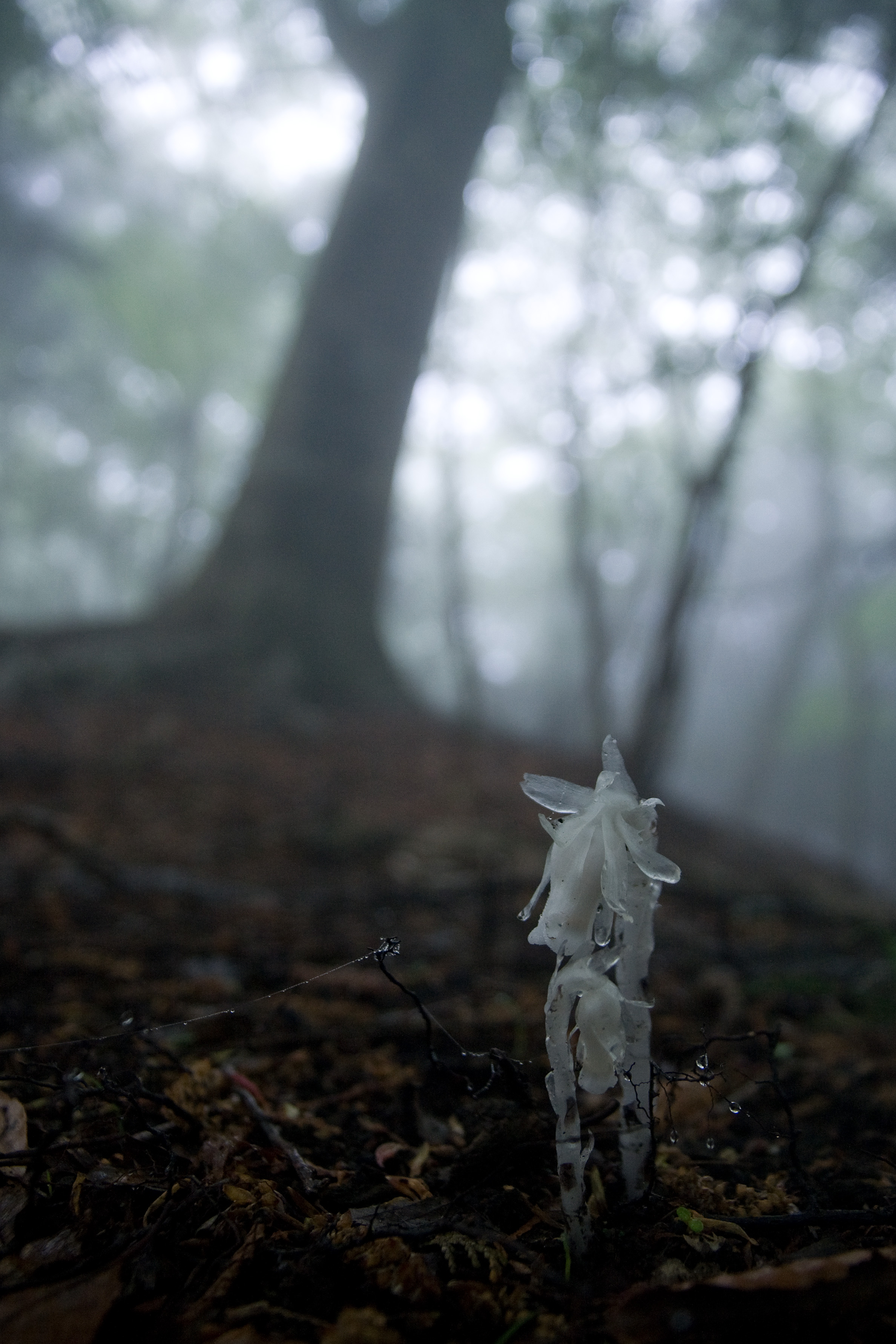
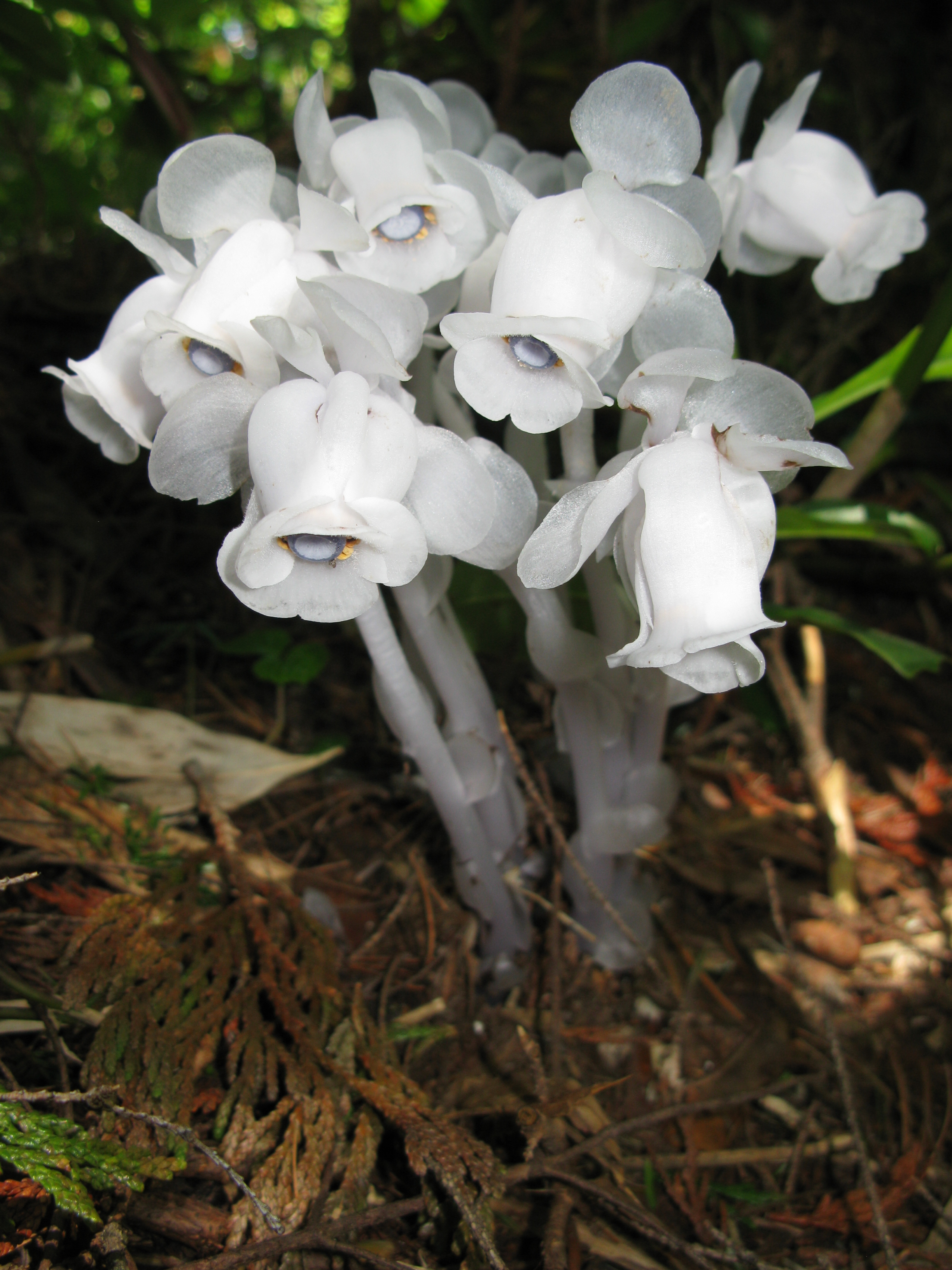
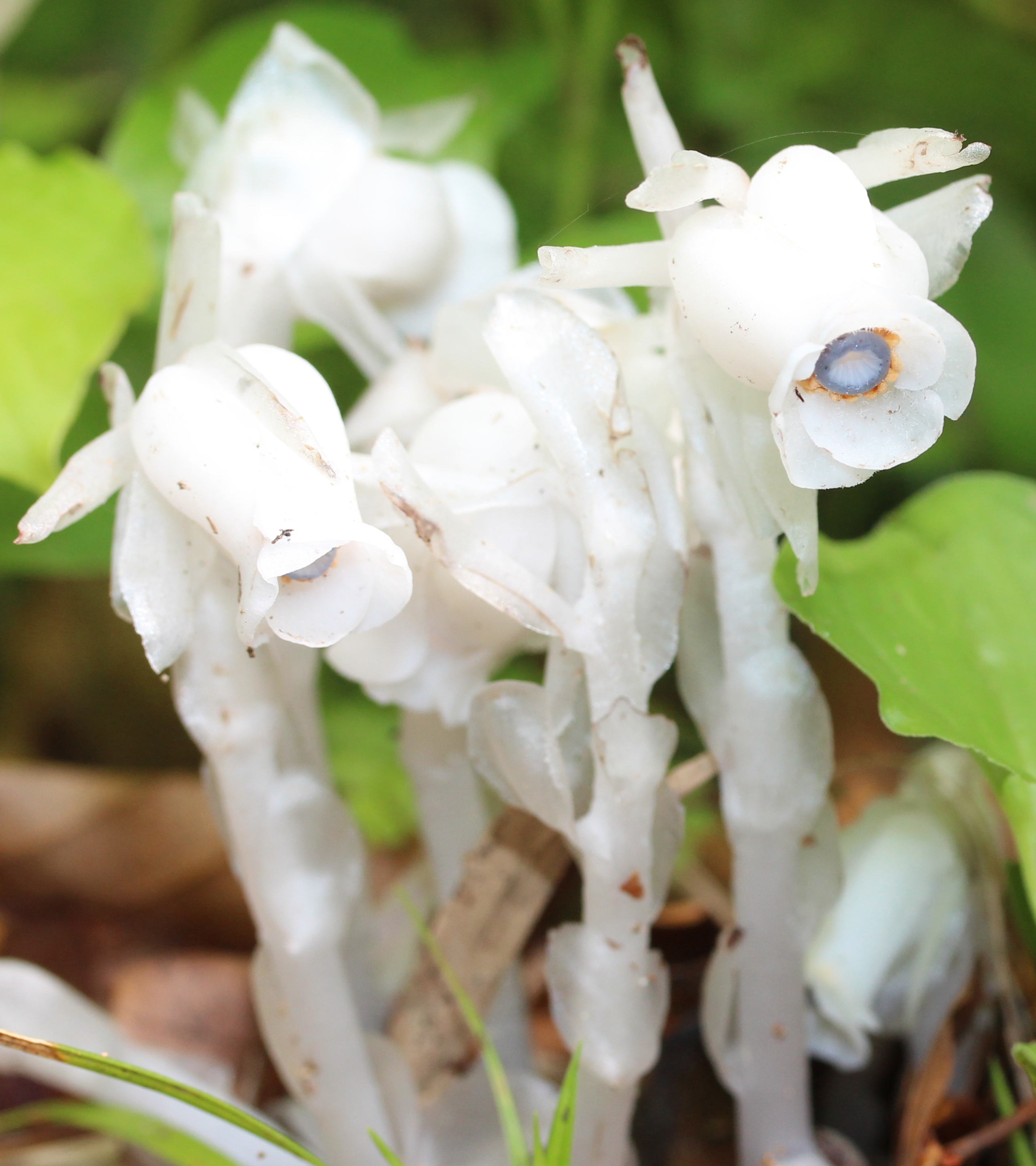